# Scopula legrandi
Scopula legrandi là một loài bướm đêm trong họ Geometridae.